# Monique Deschaussées
Monique Marie Simonne Deschaussées (Marsella, 22 setembre de 1928 - Courbevoie, 7 març de 2022) va ser una pianista, musicòloga i pedagoga francesa.

## Trajectòria
Va cursar la carrera de piano al Conservatori d'Orleans i va rebre el primer premi en la graduació. Va continuar els estudis superiors amb Alfred Cortot i Edwin Fischer. Durant anys va actuar com a solista en recitals i concerts. Des del 1969 al 1971 va exercir de professora de piano a l'École Normale de Musique de París, on va tenir alumnes de totes les nacionalitats, també catalans com ara Núria DelclósTeixidó, Liliana Maffiotte o Jordi Vilaprinyó. Del 1971 al 1977 va ser professora del Conservatoire Européen de Musique de París i, més tard, directora del departament de piano del Nouvel Institut Musical International (NIMI) de Suïssa. Va ser membre del jurat en nombrosos concursos internacionals, va fer diversos enregistraments i va impartir classes magistrals a España, Perú i el Canadà, entre d'altres. El seu últim enregistrament va ser la Sonata en si bemoll major de Franz Schubert, opus posthume D.960 i els Sis moments musicals D.780.
És autora d'un extens estudi sobre el «camí creatiu del pianista» (Recherches sud le cheminement créateur du pianist), una nova pedagogia amb tècniques de relaxació i respiració, que va ser publicada amb el títol Par la musique, deviens qui tu es (Converteix-te en tu mateix, a través de la música).

## Obra
- L’homme et le piano. Aubin, 1984 ISBN 978-2-85868090-0.
- Mit Erik Pigani: Musique et spiritualité. 1990 ISBN 978-2-844-54324-0
- La Musique et la vie. 1994 ISBN 2-84454324-3
- Par la musique, deviens qui el teu es. Un itinéraire pédagogique, une voie de transcendance. 1999 ISBN 978-2-85076977-1